# 邁普 (智利)
33°31′S 70°46′W / 33.517°S 70.767°W

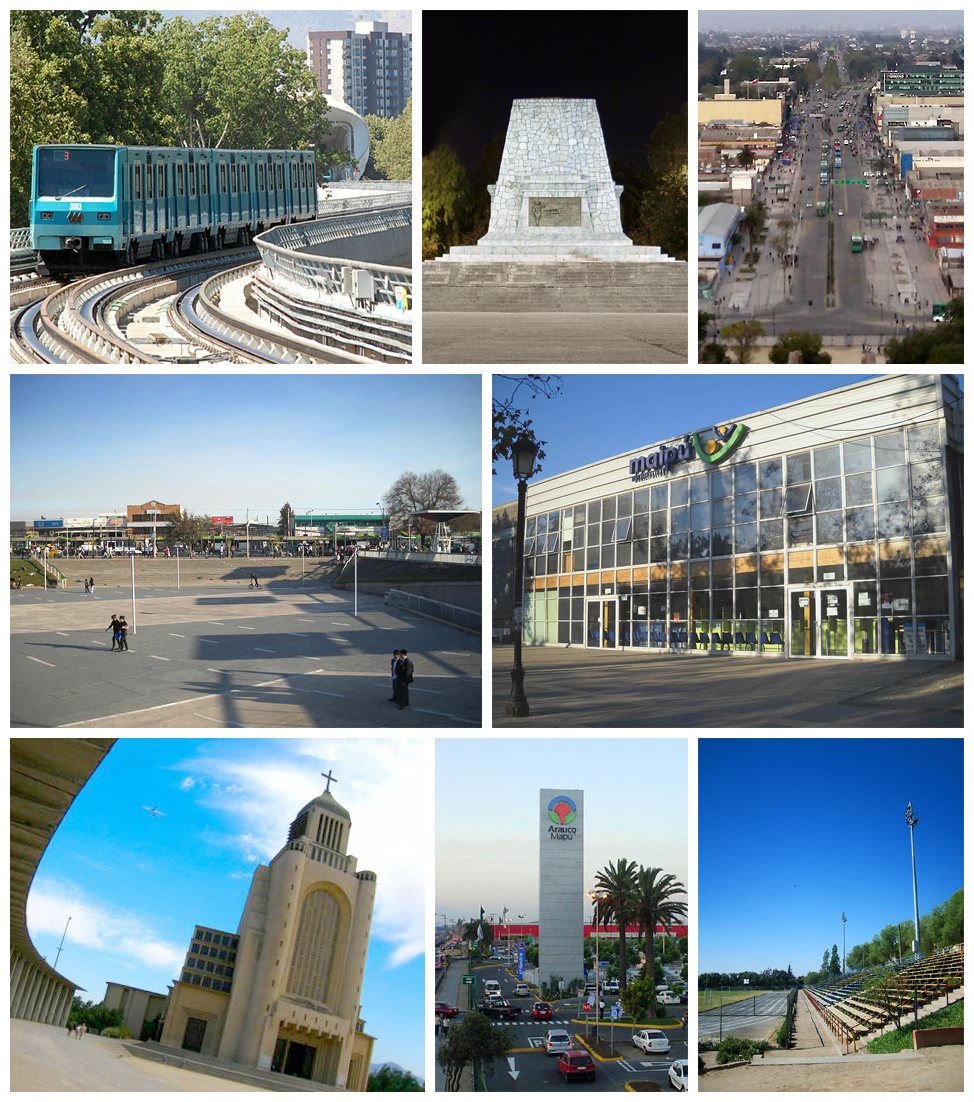

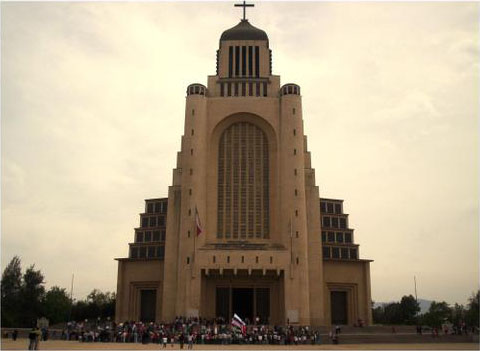

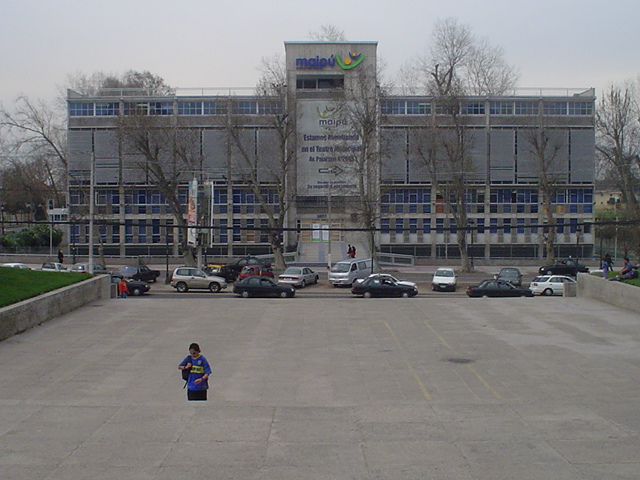

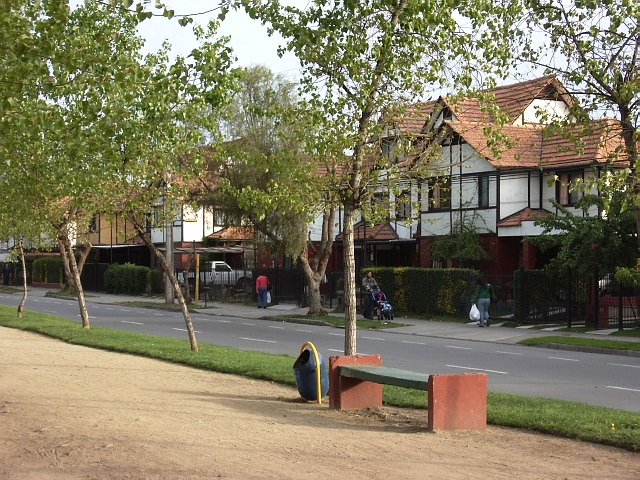

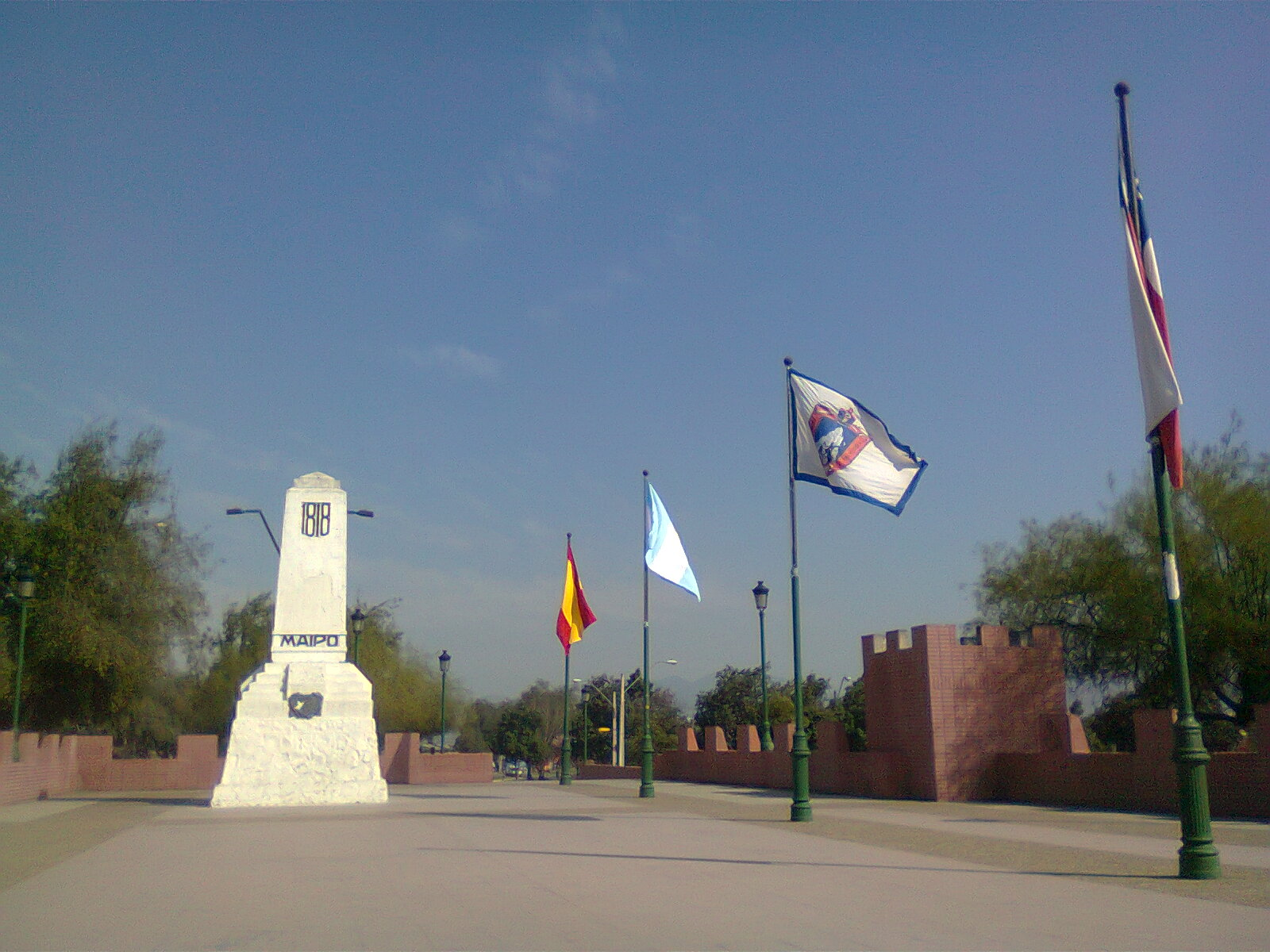

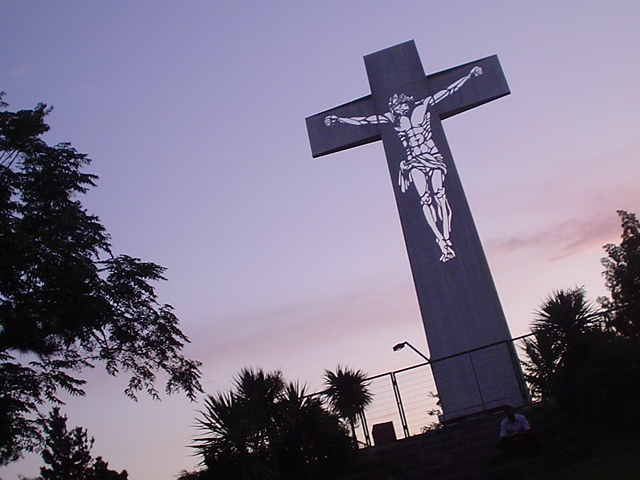

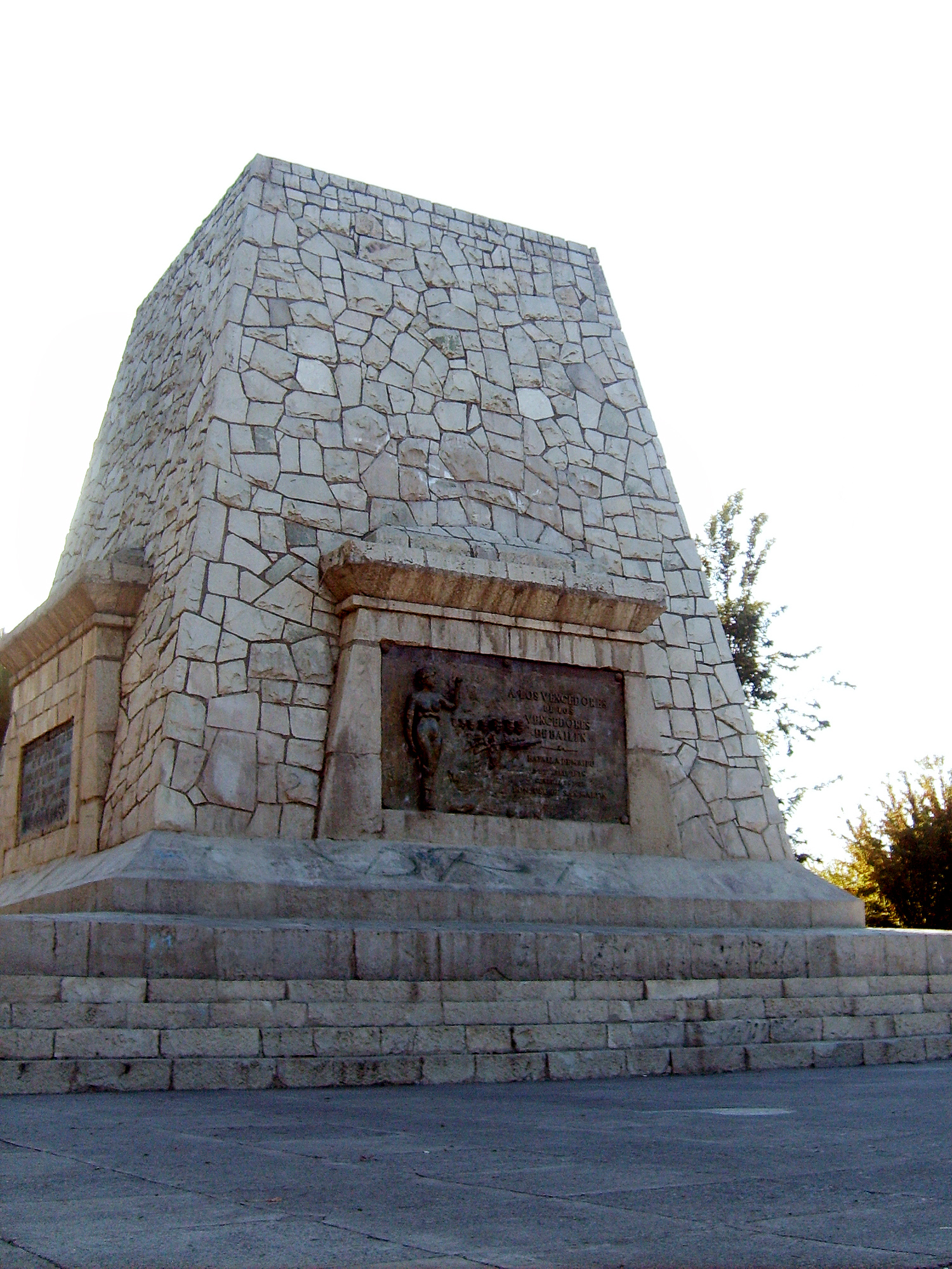

邁普（西班牙語：Maipú），是智利的城鎮，位於該國中部聖地亞哥首都大區的聖地亞哥省，始建於1891年12月22日，面積135.5平方公里，海拔高度488米，2012年人口525,229人，人口密度每平方公里3,876.2人。